# Euryanax
Euryanax (Oudgrieks: Εὐρυάναξ = de ver heersende) was een Spartaanse generaal tijdens de Tweede Perzische Oorlog. Hij was de zoon van de Spartaanse prins Dorieus en behoorde tot het huis van de Agiaden. Zijn vader had Sparta verlaten nadat de Spartaanse troon naar zijn halfbroer Cleomenes I ging, ook al werd Dorieus door de Spartanen bekwamer geacht. Toen hij Sparta verliet, wist Dorieus dat hij of zijn nakomelingen nooit meer aanspraak zouden kunnen maken op de troon. Een Spartaanse wet zegt immers dat een Spartaanse koning nooit buiten Sparta mag hebben gewoond. Toen Cleomenes I stierf zonder mannelijke nakomelingen, was het dan ook diens halfbroer Leonidas I, de jongere broer van Dorieus, die koning werd, en niet Euryanax. Euryanax keerde echter terug naar Sparta, omdat de Spartaanse kolonie waarover zijn vader heerste, Heraclea bij Eryx, verwoest was door Carthago.
In 480 v.Chr. sneuvelde Leonidas I in de Slag bij Thermopylae tegen de Perzen, terwijl zijn zoon Pleistarchos zijn opvolger werd. Omdat die nog een kind was toen, werd Sparta eerst bestuurd door Cleombrotus. Na enkele maanden stierf die al, waardoor de macht de facto in handen kwam van Pausanias I. Euryanax werd gepasseerd. Pausanias was dus de Spartaanse opperbevelhebber tijdens de Slag bij Plataeae in 479 v.Chr., waardoor Euryanax tweede in rang werd. De Grieken wonnen de slag en stopten zo de Perzische opmars.